# Chapais
Chapais är en stad (kommun av typen ville) och tätort (centre de population) i provinsen Québec i Kanada. Den ligger i regionen Nord-du-Québec, i den östra delen av landet, 500 km norr om huvudstaden Ottawa. Antalet invånare vid folkräkningen 2021 var 1 468 i kommunen och 1 289 i tätorten.